# Dietmar Franke
Dietmar Franke (* 10. Mai 1938 in Chemnitz; † 25. November 2007 in Dresden) war ein deutscher CDU-Politiker und Mitglied des Sächsischen Landtages.

## Leben und Beruf

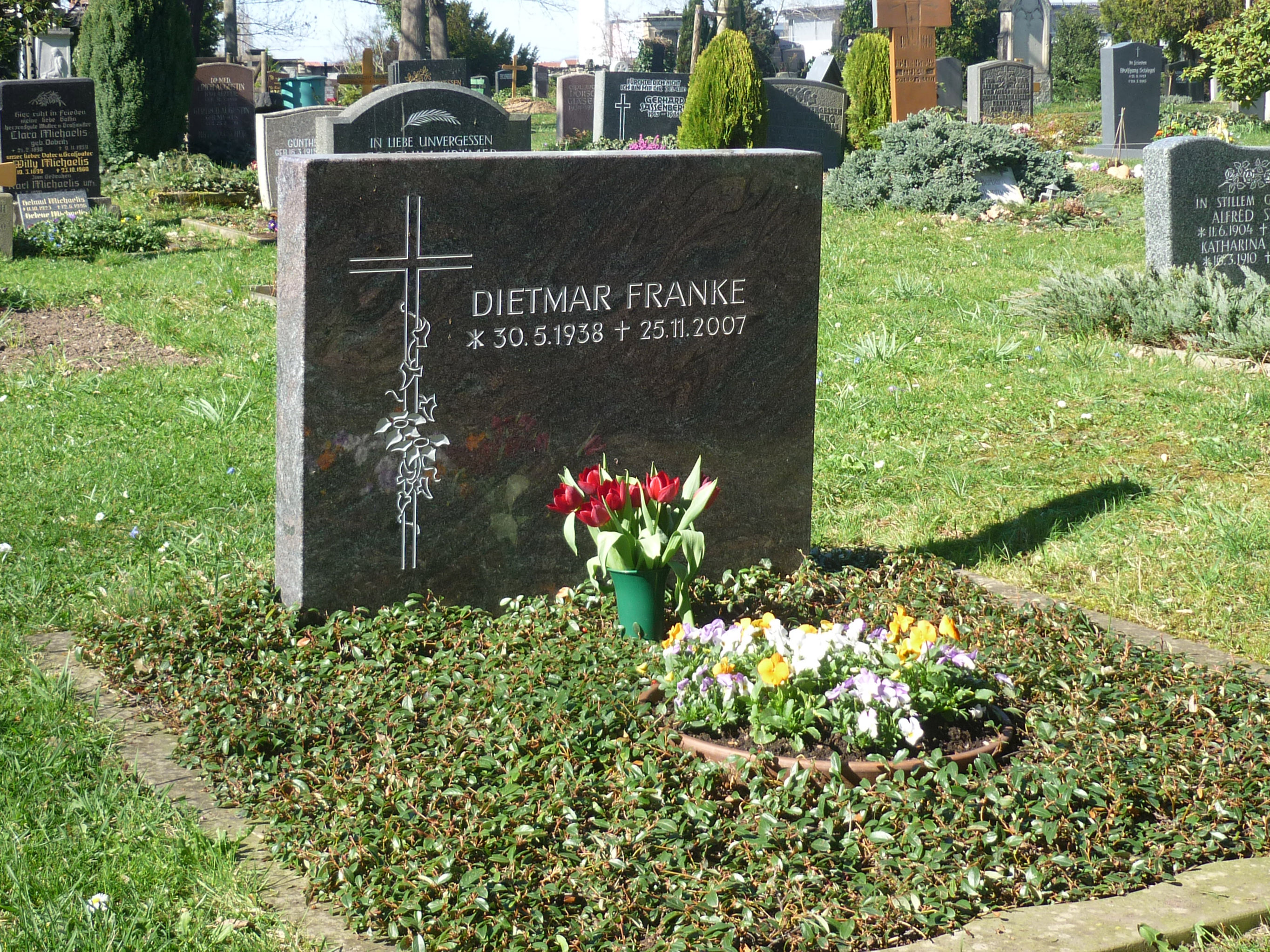
Grab auf dem Alten Annenfriedhof in Dresden

Franke besuchte die Schule in Thum (Erzgebirge) und machte im Anschluss eine Facharbeiterausbildung zum Maurer. Es folgte später ein Bauingenieurstudium in Glauchau, das er 1957 mit dem Staatsexamen abschloss. Er war dann als Technologe, Bauleiter sowie Oberbauleiter im BMK Kohle und Energie in Dresden tätig. Später war er dort Chefingenieur im Kombinatsbetrieb Forschung und Projektierung. Er wurde anschließend Technischer Leiter der Niederlassung Dresden der Union-Bau.
Nach der Wiedervereinigung wurde er im März 1990 Mitglied der 23. Landessynode der Evangelisch-Lutherischen Landeskirche Sachsen. Er war evangelisch-lutherisch, verheiratet und hat zwei Kinder. Franke wirkte als langjähriger Kirchvorsteher der Zionskirchgemeinde Dresden. Er verstarb 2007 in Dresden und wurde auf dem Alten Annenfriedhof beigesetzt.

## Politik
Franke war von Dezember 1989 bis September 1990 Mitglied im Bezirksvorstand Dresden des Demokratischen Aufbruchs (DA). Zudem war er von Januar bis Mai 1990 Mitglied der basisdemokratischen Fraktion der Stadtverordnetenversammlung Dresden.
Er wurde über die Landesliste der CDU Sachsen 1990 und 1994 in den Sächsischen Landtag gewählt. Dort gehörte er unter anderem dem Verfassungs- und Rechtsausschuss sowie dem Umweltausschuss an. Bei der Landtagswahl 1999 kandidierte er auf dem aussichtslosen Listenplatz 70 und schied folglich aus dem Landtag aus.